# 布萊恩·貝爾
布萊恩·貝爾（Brian Bell，1968年9月9日—）是搖滾樂團「威瑟」（Weezer）的成員之一，演奏節奏吉他並擔任背景合聲。貝爾同時也擁有自己的樂團「Space Twins」，並參與了稱為「The Relationship」新樂團計畫。

## 音樂作品

### 威瑟樂團
- 1994年－藍色專輯（Weezer - The Blue Album）
- 1996年－私家偵探（Pinkerton）
- 2001年－綠色專輯（Weezer - The Green Album）
- 2002年－呆頭呆腦（Maladroit）
- 2005年－偽裝（Make Believe）
- 2008年－紅色專輯（Weezer - The Red Album）

### The Space Twins
- 1994年－No Show（EP）
- 1997年－Osaka Aquabus（EP）
- 1998年－TV, Music, & Candy（EP）
- 2003年－The End of Imagining

### Carnival Art
- 1988年－Thrumdrone（LP）
- 1992年－Welcome to Vas Llegas（LP）
- 1992年－Blue Food and Black Sparks（EP）

### Homie
- 1998年－《寶里寶氣大追擊》（Meet the Deedles）原聲帶（於「American Girls」一曲中擔任背景合聲）

## 電影演出
在2006年，貝爾進行了他首次的螢幕演出，在伊迪·塞奇威克的傳記電影《明星夢工廠》（Factory Girl）中飾演盧·里德。同為威瑟樂團的成員派屈克·威爾森也在片中飾演地下絲絨樂團的另一位成員約翰·凱爾（John Cale）。

## 外部連結
- Brian Bell在互联网电影资料库（IMDb）上的資料（英文）
- 布萊恩·貝爾的專訪
- Space Twins 網站
- The Relationship在MySpace的網頁 （页面存档备份，存于）